# Psychotria juninensis
Psychotria juninensis är en måreväxtart som beskrevs av Paul Carpenter Standley. Psychotria juninensis ingår i släktet Psychotria och familjen måreväxter. Inga underarter finns listade i Catalogue of Life.